# Hadj Chaouch
Pour les articles homonymes, voir Chaouch.
Hadj Chaouch (ou Hassan Chaouch) est un dey d'Alger qui a régné quelques mois entre les années 1699 et 1700. La défaite de la milice de Constantine face à Tunis en 1700 le poussera à démissionner.